# Elizabeth Frazer Skelton
Elizabeth Frazer Skelton également appelée Mammy Skelton, née en 1800 et morte en 1855, était une marchande d'esclaves euro-africaine.

## Biographie
Elizabeth était la fille du marchand d'esclaves John Frazer d'Écosse (1769-1813) et de la femme africaine Phenda. Elle avait un frère, James, et quatre sœurs, Margaret, Mary Ann et Eleanor.
Son père avait émigré au Libéria en 1797, mais avait été banni parce qu'il s'était livré à l'esclavage. Sa mère Phenda était la veuve d'un marchand d'esclaves britannique et une entreprise de traite des esclaves en Afrique du Bangalan, tandis que le père d'Elizabeth dirigeait le navire exportant les esclaves vers Charleston en Caroline du Sud et (après 1807) vers la Floride orientale espagnole, où il possédait également plantations gérées par des esclaves. Après la mort de son père, sa veuve et ses enfants ont hérité du commerce des esclaves en Afrique - cependant, sa propriété en Grande-Bretagne et aux États-Unis, comme les plantations en Floride, a été revendiquée par sa famille en Grande-Bretagne et le processus judiciaire traîné jusqu'en 1851. Elizabeth et ses deux jeunes sœurs ont été éduquées à l'école de filles de la mission d' Elizabeth Renner, l'école Bashia, jusqu'en 1816, date à laquelle elles ont été envoyées à Liverpool pour terminer leurs études avant de retourner en Afrique.
Elizabeth a épousé l'anglo-africain William Skelton Jr. de Kissing, qui a fondé la célèbre maison de commerce de Skelton. Elle et son épouse ont fondé le fort d'esclaves Victoria sur la rivière Rio Nunez en 1825/26, qu'ils ont géré ensemble. Leur poste de traite Victoria servait de conduit pour les esclaves transportés par canoë ou par voie terrestre vers le Bissau portugais. Ils étaient les associés commerciaux de la sœur et du beau-frère d'Elizabeth, Mary Ann Frazer et du marchand d'esclaves afro-américain Thomas Gaffery Curtis de Fallangia.
En 1843, le commerçant américain Enoch R. Ware la décrit :
"[Elle] a l'air très bien et beaucoup plus jeune que lorsque je suis parti d'ici en 1841. Elle a reçu l'information de leurs acquisitions avec beaucoup de dignité, plus que la plupart des femmes blanches. C'est son héritage de son père qui s'est marié dans le Rio Pongas, & celui-ci & une sœur et les seuls enfants restants. Le père était blanc et la propriété est le produit d'une succession en Floride. Mme. Skelton n'a jamais été aux États-Unis et elle me dit que ce n'était jamais son souhait d'y aller - probablement à cause des préjugés contre les personnes de couleur et du statut inférieur qu'elles occupent dans la société là-bas. Elle a passé quatre ans en Angleterre où les personnes de couleur sont reçues presque ou tout à fait sur un pied d'égalité avec les blancs." 
Enoch R. Ware décrit également comment les filles de Skeltons, Emma et Mary Ann, ont reçu la même éducation de réalisations que celle qui était habituelle pour les femmes occidentales.
Devenue veuve, elle gérait elle-même les affaires de son défunt époux. À cette époque, la traite des esclaves était interdite par les Britanniques et les États-Unis, mais se poursuivait dans la pratique. Elle occupe une position puissante en tant que figure dominante dans le milieu des affaires régional et a été pendant un temps responsable de la moitié des exportations de la région. Vers 1840, sous la pression de l'Escadron britannique d'Afrique de l'Ouest et du Blocus de l'Afrique, les marchands d'esclaves de la région se tournent progressivement vers la culture de l'arachide avec le travail des esclaves, une industrie dont elle devient également l'une des figures de proue. En 1851, Elizabeth, étant la seule vivant de ses frères et sœurs, a finalement reçu son héritage après son père, d'une valeur de plus d'un million de dollars.
Elle s'est remariée avec le commerçant mixte John Nelson Bicaise de Trinidad, et sa fille Mary Ann s'est mariée en 1846 avec Joseph Richmond Lightburn qui appartenait à la famille de Niara Bely.